# Epica (album Audiomachine)
Epica – drugi album studyjny amerykańskiego przedsiębiorstwa Audiomachine, wydany 10 lipca 2012 roku.

## Lista utworów
Źródło: AllMusic
| Nr  | Tytuł               | Długość |
| --- | ------------------- | ------- |
| 1.  | „Prologue – Birth”  | 4:44    |
| 2.  | „Fire and Honor”    | 3:15    |
| 3.  | „Nameless Heroes”   | 3:52    |
| 4.  | „Transcendence”     | 3:43    |
| 5.  | „Young Blood”       | 4:15    |
| 6.  | „Knights and Lords” | 2:33    |
| 7.  | „The New Earth”     | 3:09    |
| 8.  | „Flames of War”     | 2:54    |
| 9.  | „Maya”              | 2:55    |
| 10. | „Epica”             | 4:41    |
| 11. | „Tribes”            | 3:29    |
| 12. | „Eternal Flame”     | 4:10    |

## Notowania na listach przebojów
| Kraj              | Lista            | Najwyższa pozycja |
| ----------------- | ---------------- | ----------------- |
| Stany Zjednoczone | Classical Albums | 5                 |